# Grenoble Métropole Hockey 38
Grenoble Métropole Hockey 38 (w rozgrywkach jako Brûleurs de Loups de Grenoble) – francuski klub hokeja na lodzie z siedzibą w Grenoble.

## Dotychczasowe nazwy
- Grenoble Hockey Club (1963–1966)
- Ours dauphinois (1966–1969)
- Grenoble Hockey Club (1969–1972)
- Club des Sports de Glace de Grenoble (1972–1991)
- Brûleurs de Loups (1991–1991)

## Sukcesy

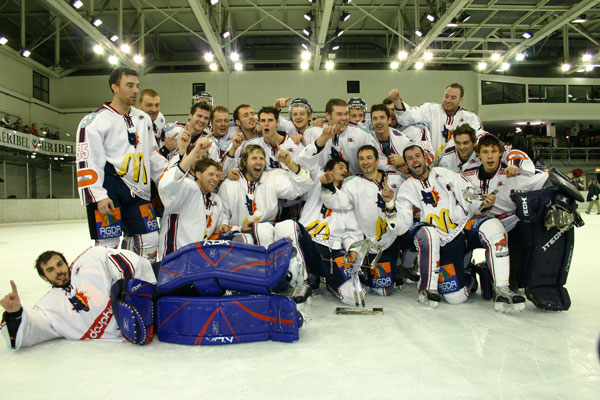
Drużyna po zdobyciu Pucharu Ligi

- Złoty medal mistrzostw Francji: 1981, 1982, 1991, 1998, 2007, 2009, 2019, 2022
- Srebrny medal mistrzostw Francji: 1967, 1968, 1977, 1983, 1990, 2004, 2012, 2018
- Puchar Francji: 1994, 2008, 2009, 2017
- Finalista Pucharu Francji: 2004, 2016
- Puchar Ligi: 2007, 2009, 2011, 2015
- Finalista Pucharu Ligi: 2010
- Trofeum Mistrzów: 2008, 2009, 2011, 2017
- Finalista Trofeum Mistrzów: 2007
- Superfinał Pucharu Kontynentalnego 2010